# STS–129
Az STS–129 jelű küldetés az amerikai űrrepülőgép-program 129., a Atlantis űrrepülőgép 31. repülése.

## Jellemzői
A beépített kanadai Canadarm (RMS) manipulátor kart 50 méter kinyúlást biztosított (műholdak indítás/elfogása, külső munkák [kutatás, szerelések], hővédőpajzs külső ellenőrzése) a műszaki szolgálat teljesítéséhez. Az Orbiter Boom Sensor System (OBSS) rendszerrel újabb 15 méterrel meghosszabbították a manipulátor kinyúlási távolságát.

## Hasznos teher
Logisztikai árút (víz, élelmiszer, ruházat, személyes tárgyak, orvosi- eszközök, berendezések, kutatási- kísérleti anyagok és eszközök) szállítottak, köztük két tartalék giroszkóp, két nitrogéntartály, két szivattyú, egy ammóniatartály, a robotkar és az őt hordozó sínrendszer pótalkatrészei és egy nagynyomású gáztartály. Szállítottak kettő – ExPRESS Logistics Carrier 1 (ELC1) és az ExPRESS Logistics Carrier 2 (ELC2) – speciális raklapot. Az Atlantis rakterében repül az épülés alatt álló Dragon űrhajó kommunikációs rendszere is, melyet a repülés során tesztelnek. Visszafelé bepakolták a csomagoló anyagokat, kutatási eredményeket, a szemetet.
Ez az első űrrepülőgép-indítás, melyre a NASA tweetupot szervezett, elsőnek jelentkező 100 követőjét meghívta a Kennedy Űrközpontba, ingyen szállást biztosítva a számukra, cserébe az indítás élő közvetítéséért és kommentálásáért a Twitteren.

## Személyzet
(zárójelben a repülések száma az STS–129 küldetéssel együtt)
- Charles Owen Hobaugh  (3) - Parancsnok
- Barry Eugene Wilmore  (1) - Pilóta
- Michael Foreman  (2) - Küldetésfelelős
- Randolph James Bresnik  (1) - Küldetésfelelős
- Leland Devon Melvin  (2) - Küldetésfelelős
- Robert Lee Satcher  (1) - Küldetésfelelős

### Visszatérő ISS Személyzet
- Nicole Stott  (1) - ISS fedélzeti mérnök

## Előkészületek
Az Atlantis indítását a Kennedy Űrközpontból a tervek szerint pár nappal megelőzte egy Atlas V, majd közvetlenül követte volna egy Delta–4 repülés, ami alaposan leszűkítette volna az indítási ablakot. Az indítás előtt pár nappal mindkét repülést elhalasztották, az Atlas elektronikájával voltak problémák. a Deltára pedig a megengedettnél erősebb szél miatt nem tudták időben felszerelni az indítandó műholdat, így akkumulátorai lemerültek, így előre nem látható problémák felmerülése esetén az marad idő az indítás kisebb elhalasztására.
Az Atlantist a VAB-ból október 14-én szállították az LC–39A indítóálláshoz, még a kísérleti Ares I–X hordozórakéta startja előtt, melynek start közbeni meghibásodása vagy felrobbanása kisebb (körülbelül egy a tízezerhez), de elfogadható biztonsági kockázatot jelentett, erre nem került sor. Október 28-án az űrséták gyakorlására szolgáló medencében kisebb üzemzavar támadt, az egyik szkafanderbe egy szelep meghibásodása miatt nagy nyomású levegő jutott, de a benne lévő űrhajós szerencsére nem sérült meg. A rakomány beszerelését október 30-án kezdték meg. A repülésre történő előkészítésnél komoly probléma nem merült fel, egyedül az SSME főhajtómű begyújtásakor elégő szabad hidrogén miatt jelentkező, a tervezettnél intenzívebb rezgések és hangok miatt tartottak szükségesnek kiegészítő vizsgálatokat, ez korábban a hővédő burkolat egyes elemeinek elvesztését, valamint az STS–95 küldetés után a fékernyő konténerét lezáró ajtó meghibásodását okozták.

## Repülés

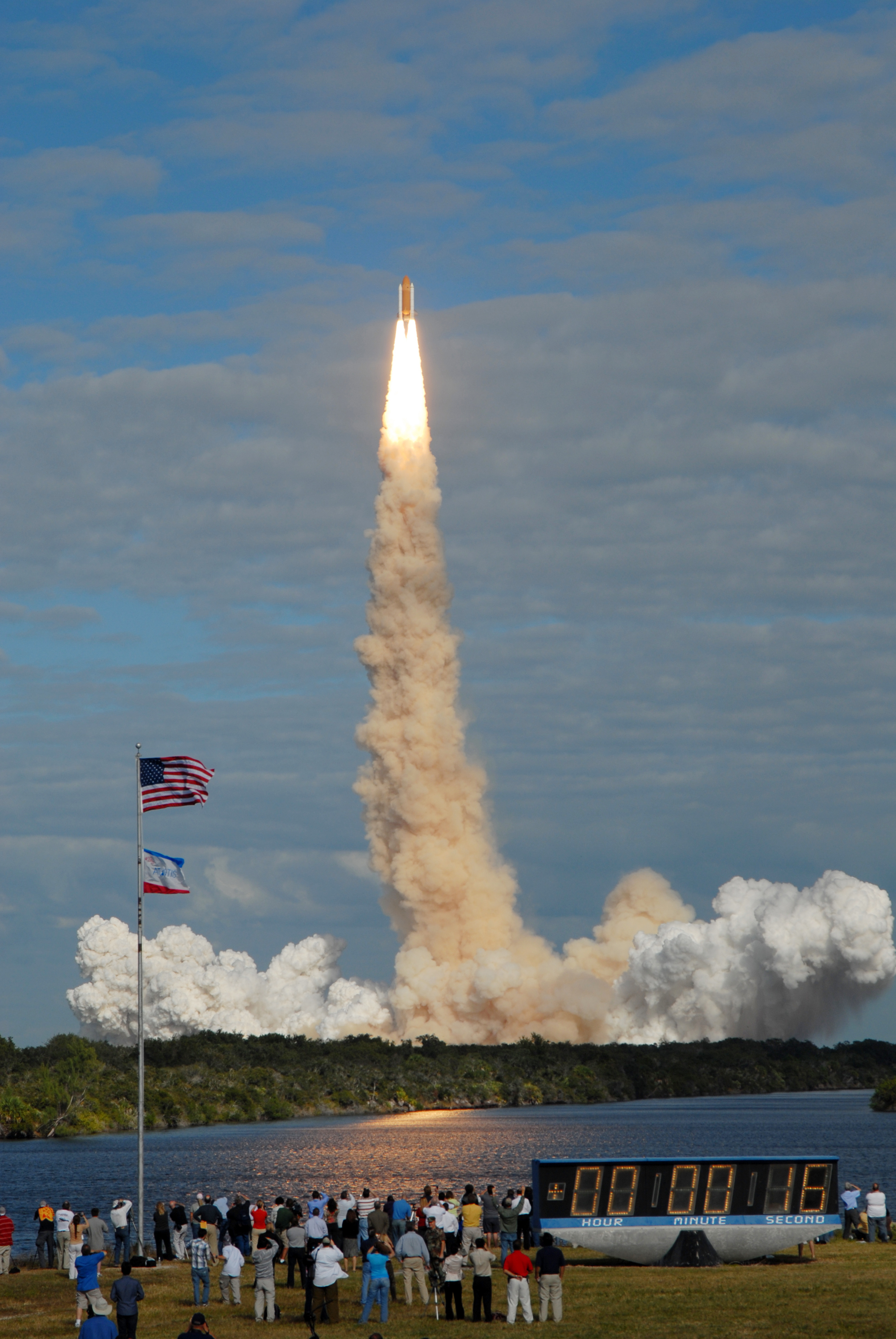

### Első nap, november 16., indítás
2009. november 16-án magyar idő szerint 20:28-kor a szilárd hajtóanyagú gyorsítórakéták, Solid Rocket Booster(SRB) segítségével Floridából, a Cape Canaveral (KSC) Kennedy Űrközpontból, a LC–39A (LC–Launch Complex) jelű indítóállványról emelkedett a magasba. Az orbitális pályája 91 perces, 51,6 fokos hajlásszögű, elliptikus pálya perigeuma 343 kilométer, az apogeuma 356 kilométer volt. Felszálló tömeg indításkor 120 848 kilogramm, leszálló tömeg 93 063 kilogramm. Szállított hasznos teher 13 362 kilogramm. Az egyetlen kisebb probléma a visszaszámlálás alatt egy üzemanyagcella hidrogénpumpájával volt kapcsolatos, de ez is a paramétereken belül működött, emiatt nem került sor halasztásra. A videófelvételek utólagos elemzése alapján ez volt az egyik legtisztább indítás, a külső tüzelőanyag-tartály űrrepülőgép felőli feléről gyakorlatilag semmilyen hőszigetelésdarab nem vált le. A pályára állás után kinyitották a raktérajtót, belső oldalán az űrrepülőgép hőmérsékletének szabályozáshoz szükséges radiátorokkal, valamint a nagy sebességű adatátvitelhez szükséges Ku sávú antennát.

### Második nap, november 17.
A második nap hagyományosan az űrrepülőgép hővédő pajzsának átvizsgálásával telt, melyet a robotkar végére erősített kamerával végeztek el.

### Harmadik nap, november 18.
Az űrrepülőgép magyar idő szerint 17:51-kor kapcsolódott a Nemzetközi Űrállomáshoz.

### Negyedik nap, november 19., EVA 1
Az első űrsétát Mike Foreman és Robert Satcher hajtották végre. Feladatuk egy tartalék S sávú kommunikációs antenna (SASA, S-Band Antenna and Support Assembly) és kábelek rögzítése, előkészületi munkák végzése az STS–130 repülésen feljuttatandó Kupola felszereléséhez, valamint többek között a Kibo modul robotkarjának kenése volt. A megelőző éjszakát már a Quest zsilipkamrában, alacsonyabb légnyomáson töltötték. A feladatokkal a tervezettnél rövidebb idő alatt végeztek, így a 6 óra 37 perces űrsétán egy, eredetileg a másodikra tervezett feladatot is végrehajtottak. A nap folyamán az űrrepülőgép rakteréből kiemelték és átadták az űrállomás robotkarjának az ExPRESS Logistics Carrier 1 platformot.

### Ötödik nap, november 20.
A nap első felében kiemelték az űrrepülőgép rakteréből az ELC 2-t, és rögzítették az űrállomáshoz. A földön eközben áttervezték a másnapi EVA–2 űrsétát, mert teendőinek egy részét már végrehajtották.

### Tizenegyedik nap, november 26., leszállás
2009. november 27-én a Kennedy Űrközponton (KSC), kiinduló bázisán szállt le. Összesen 10 napot, 19 órát, 16 percet és 13 másodpercet töltött a világűrben. 7 226 177 kilométert (4 490 138 mérföldet) repült, 171 alkalommal kerülte meg a Földet.

## Külső hivatkozások
- STS–129. spacefacts.de. (Hozzáférés: 2014. január 1.)
- STS–129. lib.cas.cz. [2013. október 13-i dátummal az eredetiből archiválva]. (Hozzáférés: 2014. január 1.)
- STS–129. astronautix.com. (Hozzáférés: 2014. január 1.)
- STS–129. nss.org. [2014. január 2-i dátummal az eredetiből archiválva]. (Hozzáférés: 2014. január 1.)